# Ivalia
Ivalia là một chi bọ cánh cứng trong họ Chrysomelidae.
Chi này được miêu tả khoa học năm 1887 bởi Jacoby.

## Các loài
Chi này gồm các loài:
- Ivalia korakundah Prathapan, Konstantinov & Duckett in Duckett, Prathapan & Konstantinov, 2006